# Carlo Barbieri (calciatore 1922)
Carlo Barbieri (Fontanelice, 7 gennaio 1922 – ...) è stato un calciatore italiano, di ruolo attaccante.

## Caratteristiche tecniche
Era un'ala, tecnicamente dotato e abile nel dribbling e nel cross.

## Carriera
Cresciuto nelle giovanili del Bologna, dopo un triennio alCarpi iniziò la carriera professionistica nel 1945 quando fu acquistato dal Napoli. Nel campionato di Divisione Nazionale del 1945-1946 realizzò 15 gol in 27 presenze, tra cui una tripletta al Siena il 6 gennaio 1946 nella vittoria casalinga per 6-1 ed il gol al secondo minuto del primo tempo con cui il 28 aprile 1946 i partenopei vinsero in casa contro il Milan per 1-0; alla fine della stagione risultò il secondo miglior cannoniere del girone finale, ottenendo così con la squadra la promozione in Serie A. Nei due successivi campionati di massima serie firmò 15 gol in 59 partite. Da ricordare la tripletta messa a segno con la maglia del Napoli contro la Juventus il 21 aprile 1948 a Torino, impresa che si ripeterà solo 42 anni dopo ad opera del brasiliano Careca e che diede ai partenopei la seconda storica vittoria in trasferta contro i torinesi.. Rimase in forza agli azzurri anche dopo la retrocessione del 1948; al termine del campionato di Serie B 1948-1949, reputato ormai sul viale del tramonto, passò al Modena.
Con i canarini disputò tre campionati di Serie B realizzando 13 gol in 70 partite; titolare fisso nelle prime due stagioni, fu bloccato da un virus nella terza, chiusa con sole 8 presenze e 2 reti. Anche per questo motivo il Modena gli concesse la lista gratuita, e proseguì la carriera nelle serie inferiori: Molfetta, in Serie C, Foligno in IV Serie e successivamente Fiorenzuola come allenatore-giocatore nel campionato di Promozione 1954-1955. Chiuse definitivamente con un biennio nel Rapallo Ruentes, di nuovo in IV Serie.